# 타파-타르투선
타파-타르투 선(에스토니아어: Tapa-Tartu raudtee)은 에스토니아의 타파에서 타르투를 잇는 노선으로, 탈린-나르바 선에서 분기한다. 종점인 타르투 역에서는 두 노선으로 분기하여, 서쪽으로는 발가 방면, 동쪽으로는 러시아의 페초리 방면으로 진행한다. 화물 열차 및 에델라라우드테에서 운행하는 여객 열차가 다닌다.

## 역사
타파-타르투 선은 러시아 제국 시기인 1868년 발트 철도 회사에 의해서 계획되었고, 1869-1870년 본선 및 1876년 지선이 완공되었다.

## 운행
탈린-타르투, 여게바-타르투 간을 운행하는 열차가 이 노선을 사용한다.